# HMS Liffland
HMS Liffland (рус. Лифляндия) — шведский 56-пушечный парусный линейный корабль 4 ранга, спущенный на воду в 1683 году.
Во время своей службы, с 1683 по 1726 год, «Лифляндия» входила в состав шведского флота, в ходе Великой Северной войны принимала участие в нескольких морских кампаниях: в 1700 году против Дании, в 1715 году — в сражении при Рюгене.
Корабль был затоплен в 1726 году в Карлскруне.